# European Film Award per la miglior fotografia - Prix Carlo Di Palma
L'European Film Award per la miglior fotografia - Prix Carlo Di Palma viene assegnato al miglior direttore della fotografia dell'anno dalla European Film Academy. 
Intitolato al direttore della fotografia italiano Carlo Di Palma scomparso nel 2004, soltanto l'inglese Anthony Dod Mantle si è aggiudicato due volte il riconoscimento, in entrambe le occasioni per due film: per Dogville e 28 giorni dopo nel 2003 e per Antichrist e The Millionaire nel 2009.

## Vincitori e candidati
L'elenco mostra il vincitore di ogni anno, seguito dai direttori della fotografia che hanno ricevuto una candidatura. Per ogni direttore della fotografia viene indicato il titolo del film in italiano e il titolo originale tra parentesi.

### 1980
- 1988
  - Mario Barroso - I cannibali (Os Canibais)
  - Henri Alekan - Il cielo sopra Berlino (Der Himmel über Berlin)
- 1989
  - Jörgen Persson e Ulf Brantås - Le donne sul tetto (Kvinnorna på taket)
  - Krzysztof Ptak - 300 mil do nieba
  - Sándor Kardos - A peso d'oro (Eldorádó)
  - Yefim Reznikov - La piccola Vera (Malen'kaja Vera)
  - Yorgos Arvanitis - Paesaggio nella nebbia (Topio stin omichli)

### 1990
- 1990
  - Tonino Nardi - Porte aperte
  - Pierre Lhomme - Cyrano de Bergerac
  - Göran Nilsson - Skyddsängeln
- 1991
  - Walther van den Ende - Toto le héros - Un eroe di fine millennio
- 1992
  - Jean-Yves Escoffier - Gli amanti del Pont-Neuf (Les amants du Pont-Neuf)
- 1997
  - John Seale - Il paziente inglese (The English Patient)
  - Ron Fortunato - Niente per bocca (Nil by Mouth)
  - Tibor Máthé - I fratelli Witman (Witman fiúk)
- 1998
  - Adrian Biddle - The Butcher Boy
  - Joseph Vilsmaier - Comedian Harmonists
  - Thierry Arbogast - Gatto nero, gatto bianco (Crna macka, beli macor)
  - Danny Elsen - Il nano rosso (Le nain rouge)
- 1999
  - Lajos Koltai - La leggenda del pianista sull'oceano
  - Jacek Petrycki - Viaggio verso il sole (Günese yolculuk)
  - Yves Cape - L'umanità (L'humanité)
  - Aleksei Fyodorov - Moloch (Molokh)

### 2000
- 2000
  - Vittorio Storaro - Goya (Goya en Burdeos)
  - Yuri Klimenko - Barak
  - Agnès Godard - Beau Travail
  - Eric Guichard e Jean-Paul Meurisse - Himalaya - L'infanzia di un capo (Himalaya, l'enfance d'un chef)
  - Edgar Moura - Jaime
  - Aleksandr Burov - Le nozze (Svadba)
- 2001
  - Bruno Delbonnel - Il favoloso mondo di Amélie (Le fabuleux destin d'Amélie Poulain)
  - Éric Gautier - Intimacy - Nell'intimità (Intimacy)
  - Rein Kotov - Karu süda
  - Frank Griebe - La principessa + il guerriero (Der Krieger und die Kaiserin)
  - Fabio Olmi - Il mestiere delle armi
  - Tamás Babos - Paszport
- 2002
  - Paweł Edelman - Il pianista (The Pianist)
  - Ivan Strasburg - Bloody Sunday
  - Javier Aguirresarobe - Parla con lei (Hable con ella)
  - Frank Griebe - Heaven
  - Timo Salminen - L'uomo senza passato (Mies vailla menneisyyttä)
  - Alwin H. Kuchler - Catastrofi d'amore (Halbe Treppe)
  - Tilman Büttner - Arca russa (Russkiy kovcheg)
- 2003
  - Anthony Dod Mantle - Dogville e 28 giorni dopo (28 Days Later)
  - Chris Menges - Piccoli affari sporchi (Dirty Pretty Things)
  - Marcel Zyskind - Cose di questo mondo (In This World)
  - Italo Petriccione - Io non ho paura
  - Bogumil Godfrejow - Luci lontane (Lichter)
  - Tom Fährmann - Il miracolo di Berna (Das Wunder von Bern)
- 2004
  - Eduardo Serra - La ragazza con l'orecchino di perla (Girl with a Pearl Earring)
  - Lajos Koltai - La diva Julia - Being Julia (Being Julia)
  - Alwin H. Kuchler e Marcel Zyskind - Codice 46 (Code 46)
  - José Luis Alcaine - La mala educación
  - Javier Aguirresarobe - Mare dentro (Mar adentro)
  - Andreas Sinanos - La sorgente del fiume (Trilogia: To livadi pou dakryzei)
- 2005
  - Franz Lustig - Non bussare alla mia porta (Don't Come Knocking)
  - Christian Berger - Niente da nascondere (Caché)
  - Anthony Dod Mantle - Manderlay
  - Ryszard Lenczewski - My Summer of Love
  - Gyula Pados - Senza destino (Sorstalanság)
  - Bruno Delbonnel - Una lunga domenica di passioni (Un long dimanche de fiançailles)
- 2006
  - José Luis Alcaine - Volver - Tornare
  - Barry Ackroyd - Il vento che accarezza l'erba (The Wind That Shakes the Barley)
  - Timo Salminen - Le luci della sera (Laitakaupungin valot)
  - Roman Osin - Orgoglio e pregiudizio (Pride & Prejudice)
- 2007
  - Frank Griebe - Profumo - Storia di un assassino (Perfume: The Story of a Murderer)
  - Michail Kričman - Izgnanie
  - Anthony Dod Mantle - L'ultimo re di Scozia (The Last King of Scotland)
  - Fabio Zamarion - La sconosciuta
- 2008
  - Marco Onorato - Gomorra
  - Luca Bigazzi - Il divo
  - Oscar Faura - The Orphanage (El orfanato)
  - Sergej Trofimov e Rogier Stoffers - Mongol
- 2009
  - Anthony Dod Mantle - Antichrist e The Millionaire (Slumdog Millionaire)
  - Christian Berger - Il nastro bianco (Das Weisse Band)
  - Maksim Drozdov e Alisher Xamidxojaev - Bumažnyj soldat
  - Stéphane Fontaine - Il profeta (Un prophète)

### 2010
- 2010
  - Giora Bejach - Lebanon
  - Caroline Champetier - Uomini di Dio (Des hommes et des dieux)
  - Pavel Kostomarov - Kak ja provël ėtim letom
  - Barış Özbiçer - Bal
- 2011
  - Manuel Alberto Claro - Melancholia
  - Fred Kelemen - Il cavallo di Torino (A Torinói ló)
  - Guillaume Schiffman - The Artist
  - Adam Sikora - Essential Killing
- 2012
  - Sean Bobbitt - Shame
  - Bruno Delbonnel - Faust
  - Darius Khondji - Amour
  - Gökhan Tiryaki - C'era una volta in Anatolia (Bir zamanlar Anadolu'da)
  - Hoyte van Hoytema - La talpa (Tinker Tailor Soldier Spy)
- 2013
  - Asaf Sudry - La sposa promessa (Lemale et ha'halal)
- 2014
  - Łukasz Żal e Ryszard Lenczewski - Ida
- 2015
  - Martin Gschlacht - Goodnight Mommy (Ich seh, Ich seh)
- 2016
  - Camilla Hjelm Knudsen - Land of Mine - Sotto la sabbia (Under Sandet)
- 2017
  - Michail Kričman' - Loveless (Neljubov)
- 2018
  - Martin Otterbeck - Utøya 22. juli
- 2018
  - Robbie Ryan - La favorita (The Favourite)

### Anni 2020
- 2020:  Matteo Cocco – Volevo nascondermi
- 2021:  Crystel Fournier – Große Freiheit
- 2022:  Kate McCullough – The Quiet Girl (An Cailín Ciúin)
- 2023:  Rasmus Videbæk – La terra promessa (Bastarden)
- 2024:  Benjamin Kračun – The Substance